# Captain Kate
Pour plus de détails, voir Fiche technique et Distribution.
Captain Kate est un film muet américain réalisé par Francis Boggs et Otis Turner et sorti en 1911.

## Fiche technique
- Titre : Captain Kate
- Réalisation : Francis Boggs, Otis Turner
- Scénario : Edward McWade, d'après une histoire d'Otis Turner
- Producteur : William Selig
- Société de production : Selig Polyscope Company
- Pays de production :  États-Unis
- Genre : Drame
- Dates de sortie : 
  - États-Unis : 13 juillet 1911

## Distribution
- Kathlyn Williams : Captain Kate
- Charles Clary : Clancy
- Frank Weed : John Howell
- Frank Smith : Desmond
- Tom Mix : le natif loyal
- Tom Anderson : Ali Ben
- Tom Santschi